# ガレー骨髄炎
ガレー骨髄炎（ガレーこつずいえん,Garre osteomyelitis）とは、慢性骨髄炎の一亜型で、軽度の炎症に対する反応として骨膜および骨膜直下に生じる外骨腫類似の骨の過形成（玉葱状骨添加）とその硬化をきたす限局性疾患のことである。
原因は、大臼歯の根尖病巣や抜歯窩感染などで、若年者に多い。また、膿瘍や瘻孔の形成はない。
治療法は、添加骨の除去や抗菌剤の使用である。